# Vall del Panjshir
La vall del Panjshir (també escrita Panjsheer o Panjsher; paixtu/darí: درهٔ پنجشير – Dare-ye Panjšir; literalment, vall dels Cinc Lleons) és una vall del nord de l'Afganistan, es troba a 150 quilòmetres al nord de Kabul, prop de la serralada Hindu Kush. Es troba dividida pel riu Panjshir. La vall és llar de més de 100.000 persones, incloent-hi la concentració de població tadjik més gran de l'Afganistan. L'abril 2004, es va convertir en el cor de la nova província de Panjshir, anteriorment part de la província de Parwan.

## Història

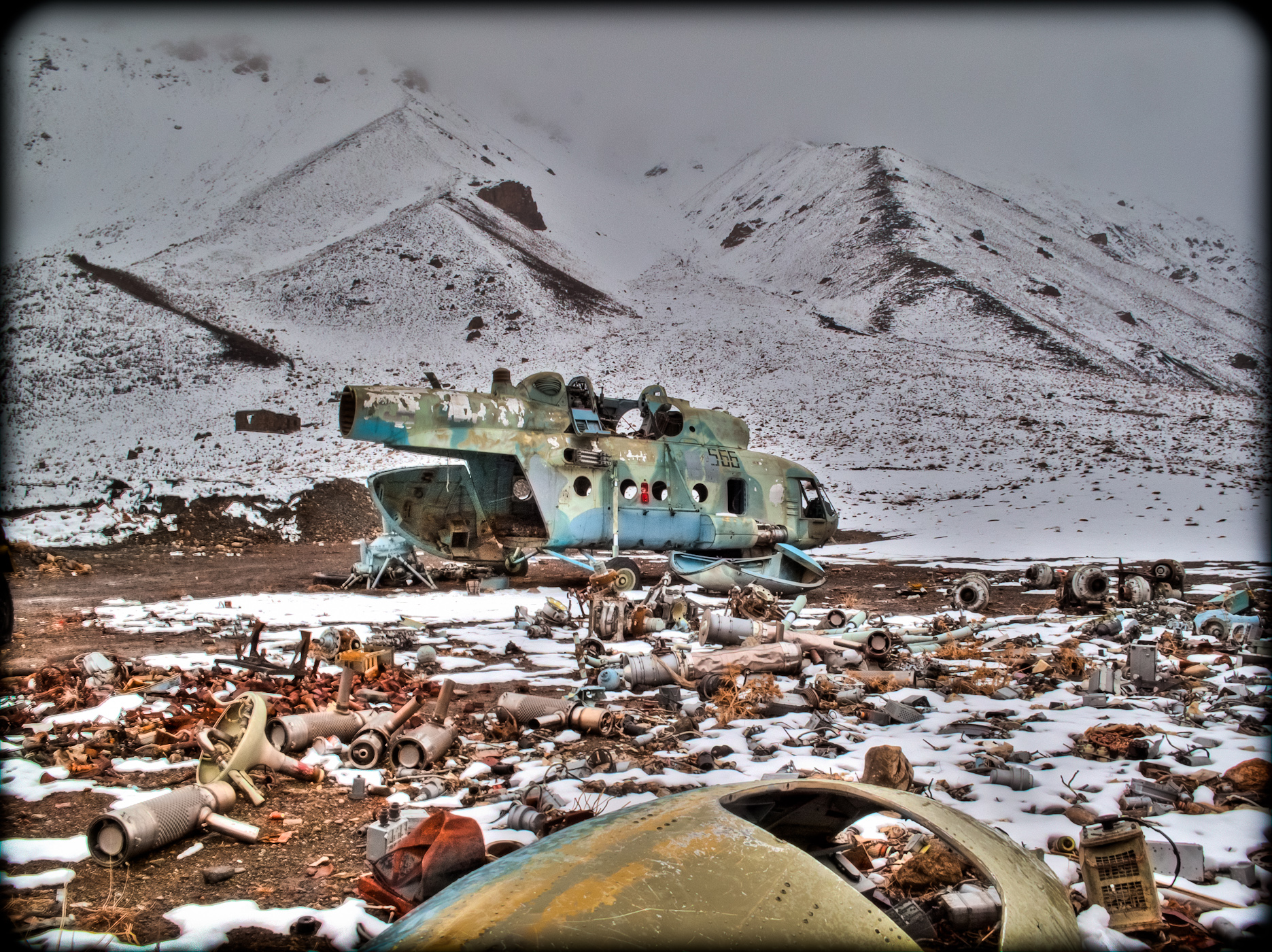
Restes d'un helicòpter soviètic abatut, 2011

Va ser el lloc de les Ofensives del Panjshir que van lluitar la República Democràtica de l'Afganistan i la Unió Soviètica contra els mujahidins durant la Guerra afganosoviètica, de 1980 a 1985, dirigida pel comandant mujahidí local Ahmad Shah Massud, que va defensar la vall exitosament.
Després de la Guerra afganosoviètica es van tornar a produir combats la Guerra Civil Afganesa (1996-2001) entre els talibans i l'Aliança del Nord sota les ordres de Massud, on altre cop va defensar, aquest cop dels talibans. La vall del Panjshir va ser considerada una de les regions més segures de l'Afganistan durant l'era del govern afganès. A finals d'agost de 2021 esdevenia el principal focus de resistència als talibans dins Afganistan. Els talibans va anunciar que centenars de guerrers talibans es dirigien cap a la vall el 22 d'agost de 2021.
L'exvicepresident de la República Islàmica de l'Afganistan Amrullah Saleh i Ahmad Massud, fill de l'anterior líder mujahidí antisoviètic Ahmad Shah Massud, han jurat resistir contra els talibans des del Panjshir, zona que ha repel·lit tant forces soviètiques com els talibans a finals del segle xx. L'Aliança ha clamat haver «recuperat districtes dins al nord-est de l'Afganistan» el 22 d'agost dirigit pel romanents de l'exèrcit, forces especials, policia... L'administració Biden no ha contestat públicament la crida feta per Ahmad Massud en un article al Washington Post per ajudar a la renovada resistència antitaliban.

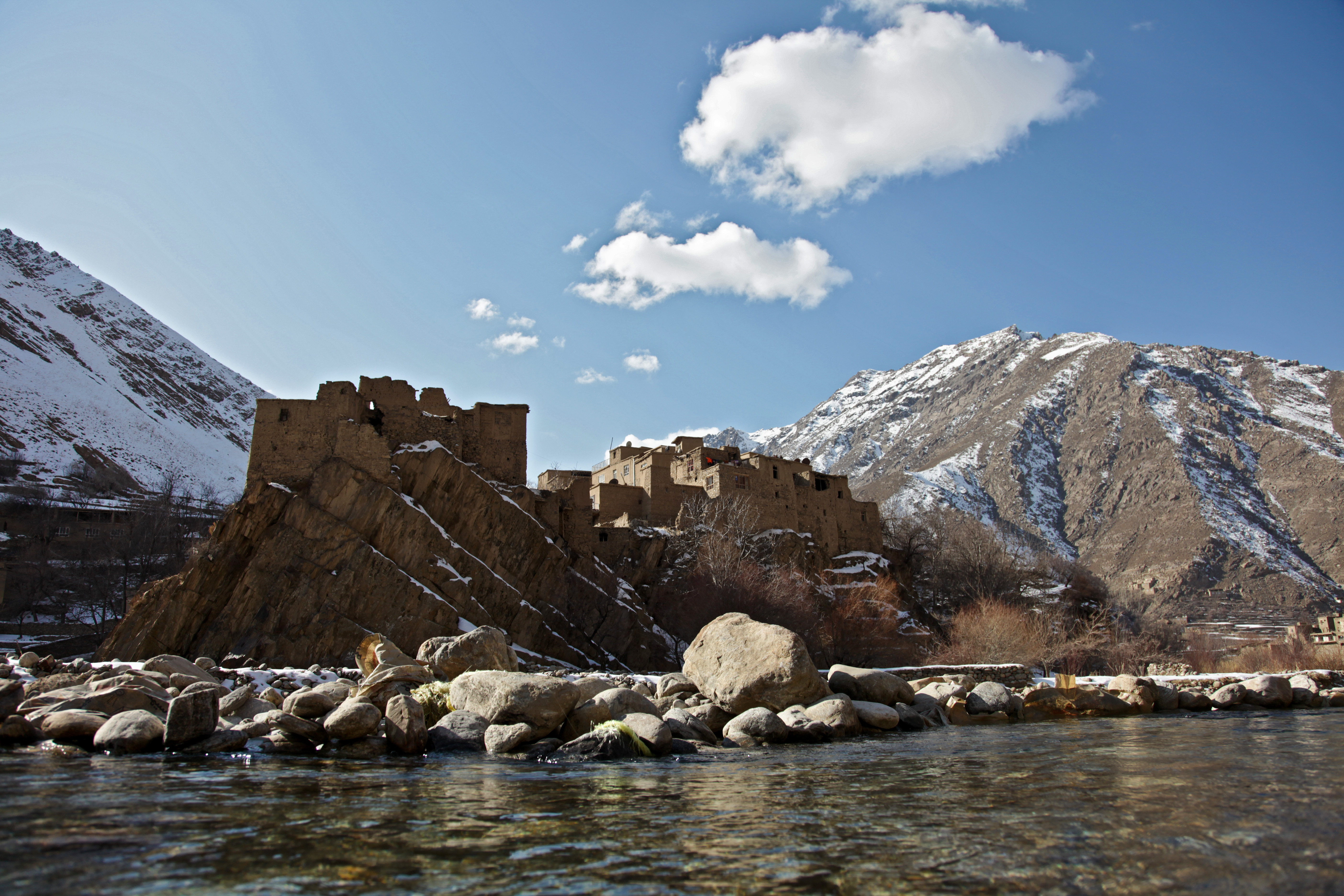
Construccions a la vall davant del Riu Panjshir

La vall del Panjshir té el potencial d'esdevenir un centre important d'extracció de maragda. Des del segle I a. de C., Plini Vell ja comentava l'existència de gemes a la regió. El 1985, s'hi van descobrir maragdes de més de 190 quirats (38 g). Els esforços dels Estats Units per reconstruir Afganistan van produir un gran desenvolupament a la vall amb la construcció de carreteres modernes i una torre de ràdio, fet que va permetre que els habitants de la regió poguessin captar senyals de ràdio.
El Panjshir sempre ha estat una via important de connexió. Amb gairebé 100 quilòmetres de llargada, compta amb dos pasos a l'Hindu Kush —el Pas de Khawak (3.848 m) que es dirigeix a les planícies del nord de l'Afganistan, i el pas d'Anjuman (4.430 m) que creua cap al Badakhxan— que va ser utilitzat pels exèrcits d'Alexandre el Gran i Tamerlà.
L'abril de 2008 s'hi va construir una central de producció de vent amb 10 turbines.